# KEY OF HEART/DOTCH
〈KEY OF HEART/DOTCH〉는 가수 보아가 일본에서 발매한 20번째 싱글이다. 〈KEY OF HEART〉와 〈DOTCH〉가 모두 싱글의 타이틀인 더블 타이틀 싱글이다.
〈KEY OF HEART〉는 〈DOUBLE〉, 〈QUINCY〉의 편곡을 담당했던 h-wonder가 작곡했다. 곡 스타일은 이전 싱글 〈七色の明日~brand new beat~〉처럼 계절감이 드러나는 댄스곡으로, 뮤직 비디오는 미국 로스앤젤레스에서 촬영했다. 보아가 목소리 출연한 《헷지》의 일본어판 주제가로 사용되었다.
이 곡은 한국어로 번안되어 보아가 출연하는 올림푸스 카메라의 광고에 배경 음악으로 사용되면서 〈KEY OF HEART-Limited Single-〉라는 이름의 디지털 싱글로 발매되었다. 뮤직 비디오는 슈퍼주니어의 동해와 임주환이 보아와 함께 출연했다. 
다른 타이틀 〈DOTCH〉는 〈My Name〉, 〈MOTO〉등 한국어 노래를 많이 작곡한 Kenzie가 작곡했다. 〈DOTCH〉라는 제목은 영어 단어가 아니라 일본어 "어느 쪽(どっち)"을 영어로 나타낸 것이다. 일본의 화장품 브랜드 KOSE [FASIO]의 광고 배경 음악으로 쓰였다.
이 싱글은 20번째 싱글 발매를 기념하여 CD + DVD 반으로만 발매가 되었고, 가격도 "SUMMER SPECIAL PRIZE"라는 이름으로 다른 CD + DVD 반에 비해 저렴한 1,365엔으로 판매되었다.
이 싱글의 수록곡 〈KEY OF HEART〉는 2007년 1월 17일 발매된 보아의 일본 5번째 정규 앨범《MADE IN TWENTY (20)》에 수록되었고, 한국에 발매된 디지털 싱글의 수록곡 〈KEY OF HEART〉의 한국어 버전은 〈KEY OF HEART/DOTCH〉가 한국에 라이센스반으로 발매될 때 보너스 트랙으로 수록되었다. 〈DOTCH〉는 《MADE IN TWENTY (20)》에 수록되지 않고 에스엠 엔터테인먼트에 소속되어 있는 가수들이 발매한 앨범 《2006 Winter SMTOWN》에 한국어판으로 번안되어 수록되었다.

## 트랙리스트
〈KEY OF HEART/DOTCH〉
- CD

1. KEY OF HEART
2. DOTCH
3. KEY OF HEART (English Ver.) ※첫회반에만 수록됨.

- DVD

1. KEY OF HEART (Video Clip)
2. KEY OF HEART (Road Movie) ※첫회반에만 수록됨.

〈KEY OF HEART-Limited Single-〉
1. KEY OF HEART

## 차트 기록
오리콘 싱글 차트
| 차트                  | 최고 순위 | 총 판매량 | 차트 진입 횟수 |
| --------------------- | --------- | --------- | -------------- |
| 오리콘 일간 싱글 차트 | 4위       |           |                |
| 오리콘 주간 싱글 차트 | 7위       | 40,943장  | 6회            |
| 오리콘 월간 싱글 차트 | 20위      |           |                |